# Lom u Tachova
Lom u Tachova – wieś i gmina w Czechach, w powiecie Tachov, w kraju pilzneńskim. Według danych z dnia 1 stycznia 2013 liczyła 406 mieszkańców.
We wsi jest przystanek kolejowy Lom u Tachova.